# 이건창

이건창(李建昌, 1852년~1898년)의 아명은 송열(松悅), 자는 봉조(鳳朝·鳳藻), 호는 영재(寧齋)이고, 당호(堂號)는 명미당(明美堂)이며, 조선 제2대왕 정종대왕(定宗)의 열째 왕자인 덕천군(德泉君)의 15대 후손으로 병인양요(고종 3년, 1866) 때 순국한 전(前) 개성부유수·이조판서 충정공(忠貞公) 사기 이시원(沙磯 李是遠)의 손자이다. 공(公)은 조선후기의 문신, 대문장가(麗韓九大家)이며, 교육자·양명학자·사상가·민족보수주의자이고 강화학파의 계승자이며, 구한말시대 지식인들의 정신적 지주이었다. 저서로는 《명미당집 (明美堂集)》과 《당의통략(黨議通略)》등이 있으며,〈전가추석 (田家秋夕:농가의 추석)〉·〈도망 (悼亡:아내를 애도)(妻 喪)〉시는 일반에게 이미 널리 알려져 있기도 하다. 공(公)의 저서 《당의통략(黨議通略)》을 통해 조선후기 사회 당쟁의 폐단을 지적한 몇 안되는 지식인이다.

## 생애
공(公)은 전(前) 개성부유수·이조판서를 역임한 충정공(忠貞公) 사기 이시원(沙磯 李是遠)의 손자이며, 증(贈) 이조참판 이상학(李象學)의 아들이다. 강화도 출신으로서 조부가 개성부유수로 재직할 때 유수부(留守府) 관아에서 태어나 출생지는 개성이지만 조상대대로 강화도에서 살아왔다. 공(公)의 부계(父系)는 조선 제21대왕 영조대왕때 관직을 버리고 강화도로 낙향하여 지식인학자가문(→육진팔광)으로 자리매김하였으며, 그들의 후손들은 전통적으로 강화도를 중심으로 양명학을 가학(家學)으로 발전시켰는데 공(公)은 강화학파의 계승자이기도 하다.(→강화학파 육대계승)
조부 충정공(忠貞公) 사기 이시원(沙磯 李是遠)으로부터 충의와 문학을 바탕으로 한 가학(家學)의 가르침을 받았으며 5세에 문장을 구사할 만큼 재주가 뛰어나 신동이라는 말을 들었다. 장성한 뒤에는 모든 공사(公私) 생활에서 조부의 영향을 받았다. 김택영(金澤榮), 황현(黃玹), 강위(姜瑋) 등과 교분이 두터웠다. 용모가 청수(淸秀)하였으며, 천성이 강직하여 부정불의를 보면 추호도 용납하지 않고 친척, 지구(知舊), 지위의 고하를 막론하고 엄격히 치죄하였으며, 의례적인 가식없이 소신대로 피력하여 당시 부패한 사회분위기 속에서 신음하던 백성들과 지식인들로부터 신망을 얻어 정신적인 지주가 되었다.
현재 송파구 송파1동 송파초등학교 옆 근린공원에는 공(公)의 업적을 기념하기위한 영세불망비(行御史행어사李公建昌 永世不忘碑이공건창 영세불망비)가 세워져 있다. 또한, 강화도 사기리에도 수의사 영세불망비(繡衣使수의사(←수의사도), 李建昌 永世不忘碑이건창 영세불망비)가 세워져 있다. 또한 경기도 하남시에도 불망비가 세워져 있다.(감북로 39번지)
경기도 광주시 초월읍 행정복지센터 맞은편 주택가 안족에도 영세불망비가 세워진  것으로 보인다.(확인요망)

### 출사(出仕)
조부 충정공(忠貞公) 사기 이시원(沙磯 李是遠)에게 가르침을 받아 어려서부터 사서오경에 정통하였으며 고종 3년(1866)에 최연소과거급제(15세)로 별시문과 병과로 급제하였으나 너무 일찍 등과하였기 때문에 고종 7년(1870) 19세에 이르러서야 승정원주서(注書:정7품)직에 벼슬을 받았다. 고종 11년(1874, 23세) 때 동지사(冬至使:외교사절)의 서장관(書狀官:기록관)으로 발탁되어 청나라에 가서 그곳의 문장가 황각(黃珏)·장가양(張家驤)·서보(徐郙) 등과 교우하고, 이름을 떨쳤다.

#### 암행감찰·민생구휼
고종 14년(1877, 26세) 충청우도 암행어사가 되었고, 이듬해 충청도관찰사 조병식(趙秉式)을 탄핵하다가 도리어 모함을 받아 관서지방의 평안도 벽동(碧潼)으로 유배되었고, 1년이 지나서 풀려났다. 공사(公事)에 성의를 다하다가 도리어 당국자의 미움을 사 귀양까지 갔으며 그 뒤 벼슬에 뜻을 두려 하지 않았다. 그러나 고종이 친서(親書)로 “내가 그대를 알고있으니 전과 같이 잘하라”는 격려를받고 고종 17년(1880, 29세) 경기도 암행어사로 나가서 관리들의 비행을 파헤치는가 하면, 흉년을 당한 농민들을 일일이 찾아다니면서 식량문제 등 구휼에 힘썼다. 한편 세금을 감면하여 주기도 하여 백성들로부터 환심을 얻어 공(公)의 불망비가 각처에 세워졌다.
이 시기에 씌여진
- 충청우도 태안군 안흥(安興)에서 수군(水軍)과 어촌의 실상을 기술한 시,
- 모진 흉년에 관교들의 횡포로 초주검이 된 산골 사람을 그린 시,
- 경기도 암행중에 환곡(還穀[11])의 문란과 농민의 고통을 목도하고 쓴 시,
- 황해도관찰사로 가다가 연평도 조기잡이의 삶을 노래한 시

등은 당시의 현실을 적나라하게 알려주고있다. 문학적으로도 우리나라 사실주의문학의 높은 봉우리를 이루게하였다. 기층민(빈곤층)의 애환을 동정하고 조국의 자주적 부강을 염원하는 뜻에서 나왔기에 그 말이 절실하고 그 사상이 온화하면서도 강건했다.
그 뒤 고종 21년(1884)에 연이은 부모상을 당하여 6년간 집상(執喪)을 마치고 고종 27년(1890, 39세) 한성부소윤(少尹)이 되었다.

#### 외국인의 토지매수를 제약
당시 나라 안에 거류하는 청국인과 일본인들이 우리 백성들의 가옥이나 토지를 마구 사들여 방관하는 사이에 그 규모가 점차 커지면서 그들이 소유권을 보호한다는 명목으로 온갖 문제를 일으킬 것에 대비, 시급히 국법을 마련하여 국민들이 부동산을 외국인에게 팔아넘기지 못하도록 금지령을 실시하여야 한다는 상소를 올렸다. 그때 우리나라에 큰 영향력을 행사하던 북양군(北洋軍) 출신 북양대신 리훙장(李鴻章)의 부하인 청국공사 당샤오이(唐紹儀→후(1912년)에 중화민국 초대국무총리를 역임)가 공(公)의 상소내용을 알고 “공약으로 청국사람과 가옥이나 토지매도를 금한다는 조항이 조약상에 없는데 왜 금지조치를 하려는가?”라고 항의하였다. 이에 공은 “우리가 우리 국민에게 금지시키는 것인데 조약이 무슨 상관인가?”라고 일축하였다. 그러자 당샤오이는 리훙장의 항의를 빙자하여 우리 정부에 압력을 가함으로써 금지령을 내리지 못하게 하였다. 그러나 공은 단념하지 않고, 외국인에게 부동산을 판 사람이 있으면 그에게 다른 죄목으로써 토죄하고 가중처벌을 하였으므로, 이러한 기미를 알아차린 백성들이 감히 외국인과 매매를 못하게 되니, 청국인들도 하는 수 없이 매수계획을 포기하게 되었다.

#### 탐관오리 치죄
고종 28년(1891, 40세)에 승정원승지가 되었고, 이듬해 상소사건으로 전라도 보성(寶城)에 재차 유배되었다가 풀려났다. 고종 30년(1893, 42세)에 함흥부의 난민을 다스리기 위하여 안핵사로 파견되어 함경도 관찰사의 죄상을 명백하게 가려내어 파면시켰다. 이후 고종도 지방관을 보낼 때에는 “그대가 가서 잘못하면 이건창이 가게 될 것이다.”라고 경고할 정도로 공사를 집행하는 공의 자세는 완강하고 당당하였다.

### 은퇴
갑오경장(甲午更張, 고종 31년(1894.7)~고종 32년(1895.8))이 발표되자 이를 반대하여 일체의 관직을 버리고 향리인 강화도 화도면 사기리에서 일본 침략세력을 배척할 것을 주장하였다. 고종 32년(1895)에 명성황후(明星皇后) 시해사건(→을미사변)이 있었을 때 공은 홍승헌·정원용(鄭元容)과 함께 궐문에 나아가 ＜청토복소 (請討復疏)＞를 올렸고, 당색의 제한 때문에 정치 이념을 구현하지 못하는 현실을 체험하고는 붕당정치사인 ≪당의통략 (黨議通略)≫을 집필하였다.
공(公)은 정원하(鄭元夏)·홍승헌(洪承憲)·이건승(李建昇)·이건방(李建芳) 등과 함께 정제두의 유풍(儒風)을 흠모해 강화도로 모여 함께 강학을 하여, 새로운 학문 방법과 현실 대처 방안을 토의하였다. 공과 더불어 황현과 교유한 아우 이건승, 재종제 이건방이나 마찬가지로 갑오정국(친일파 김홍집(金弘集) 내각)에 대해 비판적이었다.

#### 상소문(上疏文): ＜청토복소 (請討復疏)＞
고종 32년(1895) 음력 8월 20일에 을미사변(→일성록, 고종실록)이 있고나서 달이 바뀌었어도 상복을 걸치는 사람이 아무도 없자 강화도 큰사골 집에 칩거하던 공(公)은 홍승헌(洪承憲)·정원용(鄭元容)과 함께 궐하에 엎드려 폐비의 칙명을 거두고 죄인을 잡아 처형하라고 주장하였다. 일제침략세력의 겁박으로 인해 왕비의 상도 치르지 못하는 친일파 김홍집 내각이 한심했던 것이고, 이보다 더한 변고가 있다면 그것은 조국의 멸망이었기 때문이다. 음력 9월 5일에 공은 ＜청토복소 (請討復疏)＞의 상소문(上疏文)을 올렸으나 고종은 읽어보지도 못한채 반송되었다. 음력 9월 13일에 다시 올렸으나 역시 친일파 김홍집내각에 의해 내쳐졌다. 그러나 공의 상소를 전후하여 민심은 하나로 합해졌고 의병들도 일어났다.(→을미의병) 공은 청나라 양무운동(洋務運動)을 이끌었던 리훙장(李鴻章)이 개국을 도모할 때 이미 “스스로 지키는 것 없이 그 자만 믿는다면 나중에 반드시 나라가 팔리고 말리라”고 시정소문(時政疏文)을 지어 우려하였다.
공은 불의와 부정과 타협하지 않았고 척양척왜주의자로 일관하였다. 고종 33년(1896)에 친일파 김홍집내각에 의해 새로운 관제에 따라 각부의 협판(協辦:차관급)·특진관(特進官:비서관)·황해도관찰사에 제수되었으나 모두 거절하였다. 결국 공은 일제침략세력(친일파 김홍집 내각)에 협조하지 않아 오히려 전라도 고군산도(古群山島:군산시)로 세번째 유배형에 처해졌다.(특지(特旨)로 2개월이 지난 뒤에 풀려났다) 그뒤 향리인 강화도에 내려가서 한성과는 발길을 끊고 지내다가 2년뒤인 대한제국 광무 2년(1898)에 운명하였고 향년 47세였다.

### 사후 기념사업
공(公)의 시문은 동생(同生) 경재 이건승(耕齋 李建昇)이 저자의 사후에 가장초고(家藏草稿)를 바탕으로 수집 편차(編次:정리)하여 산삭(刪削:교정)한 다음 김택영(金澤榮)에게 산정(刪正:검수)을 부탁하여 정고본(定稿本)을 만들었다. 그 후 영남의 선비 하겸진(河謙鎭), 이엽(李曄), 안진우(安鎭宇), 문박(文樸), 윤재현(尹在鉉)과 호남의 선비 황원(黃瑗), 이병호(李炳浩), 안종학(安鍾鶴) 등이 저자의 유고를 인멸시킬 수 없다 하여 출판 비용을 갹출하고, 김택영에게 교수(校讎)를 부탁하여 1917년 12월에 김택영이 중국(中國) 남통시(南通市)의 한묵림서국(翰墨林書局)에서 20권 8책의 연활자본으로 간행하였다.
《초간본》 이 책은 현재 국립중앙도서관(위창古3648-文62-13), 성균관대학교 존경각(D3B-348), 고려대학교 중앙도서관(D1-A1468) 등에 소장되어 있다.
그 후 1978년에 《명미당집 (明美堂集)》과 《당의통략 (黨議通略)》을 합본하여 아세아문화사(亞細亞文化社)에서 《이건창전집 (李建昌全集)》上下 2책을 간행하였고, 1984년에는 명미당전집 편찬위원회가 《명미당전집 (明美堂全集)》 2책을 선문출판사(宣文出版社)에서 간행하였다.
본서의 저본(底本:문서의 초벌원고)은 1917년 중국 남통시 한묵림서국에서 연활자로 간행된 초간본으로 국립중앙도서관장본이다.(출처:한국고전번역원)

#### 학맥계승
노성인(老成人·노련하고 성숙한 사람)은 갔어도 그 전형은 남겨놓았다. 동생(同生) 경재 이건승(耕齋 李建昇)은 을사늑약 (대한제국광무 9년, 1905)이 강압적으로 체결된 뒤 강화도 사기리에 남아 계명의숙(啓明義塾)을 설립하여 교육구국운동을 전개하다가 경술국치 (대한제국융희 4년, 1910)를 당하자 만주(滿洲)로 망명하였다. 그리고 공이 굳게 지켜낸 강화학파의 정신과 민족자주이념은 재종제 난곡 이건방(蘭谷 李建芳)의 제자 위당 정인보(爲堂 鄭寅普)·서여 민영규(西餘 閔泳奎) 등에게 계승되어 큰 줄기를 이루었으며, 현대한국학의 뿌리가 되었다.

#### 명미당(明美堂)
명미당(明美堂)은 공의 생가의 당호(堂號)이며, 조부 충정공(忠貞公) 사기 이시원(沙磯 李是遠)이 병인양요 때 순국하면서 남긴, 시대의 소임을 다하라는 가르침을 지키기 위해 명미당(明美堂)이라 하였다고한다.
- 영재 이건창 묘역 (인천시 기념물 29호), 북위 37° 40′ 49″ 동경 126° 24′ 5″ / 북위 37.68028°  동경 126.40139°
- 영재 이건창 생가 (明美堂, 인천시 기념물 30호), 북위 37° 36′ 59″ 동경 126° 27′ 24″ / 북위 37.61639°  동경 126.45667°

찾아가는 길은 버스정류장:"강화버스터미널"에서 간선버스 #1, #2, #3, #4, #41번을 탑승하고 버스정류장:"이건창생가"에서 하차하면되고 바로 인근거리에 있다. (간선버스노선 #1, #2, #3, #4, #41번)
(→다음 지도정보)

## 주요 저작
공(公)은 결코 문학가로 자처하지 않았지만 저서 《당의통략(黨議通略)》은 파당을 초월하고 족친을 초월하여 공정한 입장에서 붕당의 원인과 전개과정을 기술한 명저로 높이 평가되고 있다.
원래 그의 문필은 송대의 대가인 왕안석(王安石)의 영향을 많이 받았으며, 하곡 정제두가 양명학(陽明學)의 지행합일(知行合一)의 학풍을 세운 이른바 강화학파의 학문태도를 교훈받고 실천하였다. 구한말의 문학가인 창강 김택영이 우리 나라 역대의 문장가를 추숭할 때에 여한구대가(麗韓九大家)라 하여 아홉사람을 선정하면서 그 최후의 사람으로 공을 꼽은 것을 보면, 당대의 문장가라기보다 우리나라 전대(全代)를 통하여 몇 안되는 대문장가의 한 사람임에 손색이 없을 듯하다. 글씨에도 뛰어났으며 성품이 매우 곧아 병인양요 때에 강화에서 순국한 조부 충정공(忠貞公) 사기 이시원(沙磯 李是遠)의 유지를 받들어 개화를 뿌리치고 철저한 척양척왜주의자(斥洋斥倭)로 일관하였다.
《명미당고(明美堂稿)》12권,《당의통략(黨議通略)》2권 외에 《남천기 (南遷記)》,《유독수기(有讀隨記)》1권,《미제록(未濟錄)》1권이 있다.

### 저서

#### 《당의통략(黨議通略)》
조부 충정공(忠貞公) 사기 이시원(沙磯 李是遠)이 지은 《국조문헌(國朝文獻)》에서 당쟁에 관계된 내용만을 발췌한 것이다. 이 책은 조선 제14대왕 선조 ~ 제21대왕 영조대(宣祖-英祖代)에 이르는 각 왕대별로 주요한 사건을 기술하는 형식을 취하고 있는데, 선조 8년(1575) 김효원(金孝元)과 심의겸(沈義謙)의 대립에서 동서분당(東西分黨)이 생겨난 것에서 시작하여, 영조 31년(1755)까지의 약 180년간을 대상으로 하여 당쟁의 흐름을 기술하고, 말미에 <원론(原論)>을 부기하였다.
본문의 내용에 있어서는 숙종조(肅宗朝)의 분량이 전체의 반 이상을 차지하고 있는데, 이는 이 시기가 당쟁이 치열하게 전개되었음에도 원인이 있지만 노소분열이 전개된 이 시기 소론의 정치적입장을 구체적으로 나타내기 위한 저자의 의도가 일정하게 반영된 것이기도 하다. <원론>에서는 중국 역대의 붕당사를 간략히 언급한 다음에, 붕당의 원인으로 道學의 太重, 名義의 太嚴, 文詞의 太繁, 刑獄의 太密, 臺閣의 泰峻, 官職의 太淸, 閥閱의 太盛, 昇平의 太久등 8가지를 그 이유로 들었으며, 명절(名節, 명분과 절의)을 지나치게 숭상하는 것에서 탈피하여 실용(實用)에 힘쓰는 것이 붕당의 폐해를 극복하는 한 방법임을 강조하였다.
18세기 후반 이후에는 각 당색(黨色)에 따라 여러 가지 당론사가 출현하였는데, 본 책은 저자의 가계상 소론(少論)의 입장에서 쓴 것으로, 남인(南人)의 입장에서 쓴 《동소만록(桐巢漫錄, 남하정)》이나 노론(老論)의 입장에서 쓴《아아록(我我錄, 남기제)》 등과는 서술체제에서 많은 차이를 보이고 있다. 특히 노소분당(老少分黨)의 원인에 대해서 소론인 명재 윤증(明齋 尹拯)의 입장을 지지하고 노론의 영수 우암 송시열(宋時烈)을 크게 비판한 점, 경종 1년(1721)부터 경종 2년(1722)까지 일어났던 정치적 분쟁, 즉 연잉군(→조선 영조)의 왕세제 책봉문제때문에 발생한 신임사화(辛壬獄事)에 있어서 노론측의 잘못을 부각시킨 점 등은 특히 그러하다.
본 책은 소론의 입장이 개입되어 있지만 다른 당론서에 비해서는 연대기별로 주요한 사건을 비교적 객관적으로 처리했다는 평가를 받고 있으며, 현재에도 조선후기의 정치사를 이해하는데 필수적인 자료가 된다.
필사본으로 전해지던 것을 대한 융희 4년(1910)에 설치된 조선 광문회(朝鮮光文會, 고전연구, 최남선)에서 신활자본으로 간행했다. 이를 토대로 1972년 을유문화사(乙酉文化社)에서 영인본을 간행했으며, 여강출판사에서 펴낸 《조선시대 당쟁사 자료집 (朝鮮時代黨爭史資料集)》에도 영인본이 수록되어 있다. 2책 필사본 28.5×17.6cm.

#### 기타 저서

##### 《忠淸右道 暗行御史 李建昌 別單》
《충청우도 암행어사 이건창 별단 (忠淸右道 暗行御史 李建昌 別單)》은 공(公)이 고종 12년(1875)에 충청우도의 암행어사로서 암행중(暗行中)에 올린 장계·별단(狀啓·別單:보고서)과 그에 대한 의정부(議政府)의 계(啓,보고서), 그리고 사후조치 등을 묶어 책으로 펴낸 것(成冊)이다. 공(公)이 충청우도에 암행어사로 나간 것은 고종 12년(1875)이었는데 이 별단(보고서)이 의정부(議政府)를 통해 고종에게 전달되는 것은 고종 15년(1878) 음력 4월 14일이다. 공(公)은 이 암행중에 무고한 선비를 장살(杖殺)했다는 죄목으로 고종 17년(1880)까지 관서지방 평안도 벽동군(碧潼郡)에 유배되었다.
서계별단(書啓別單)은 총 12조로 이루어졌는데, 내용은 관청의 행정실무를 담당하는 하급관리(人吏)와 결탁하여 은결(隱結)로 처리된 토지의 점증(증가)에 대한 사출(査出:조사), 사환발매후 잉여전(社還發賣後 剩餘錢)에 대한 조치, 보녕(保寧) 등의 합영(合營), 합진(合鎭)에 따른 불편 해결책, 서천군(舒川郡)의 세미(稅米)·군전(軍錢) 과다징수, 충청우도 태안군 안면도 소나무숲(安眠島 松林) 훼손, 서해안 모든 섬에서의 사설어전염세액(私設漁箭鹽稅額) 등의 사회·경제적인 폐막에 관한 건이 대부분이다.
이밖에 학행(學行)·열행(烈行) 등 포창(褒彰, 표창)에 관련된 것도 있다. 당시 이 별단(別單)에 관련된 사실들의 공명성(公明性)이 문제되고 있는 사료(史料)가 보이는 만큼 재고의 여지가 있으며, 또 이 별단(別單)에 의해서 관련된 인물들이 치죄·승진(治罪·陞) 되고 있음도 보게 된다. 조선말기의 충청우도의 사회경제적인 실상을 파악할 수 있는 한 자료이다. 1책(15張) 필사본 27×23.5cm.

##### 《독역수기》
1권은 만년에 역학(易學)을 연구하며 저술한 것으로 간행되지 못하였다.

### 알려진 작품들

#### 〈전가추석 (田家秋夕)〉
전가추석(田家秋夕)은 고종 13년(1878)에 충청우도 암행어사 때에 목도한 추석을 맞은 농가의 참상을 표현하였다.(원문출처:한국고전종합DB)
| “ | 京師富貴地 四時多佳節 鄕里貧賤人 莫如仲秋日 ...(중략)... 抱兒向靈語 氣絶久不續 忽驚吏打門 叫呼覓稅粟 한성(서울) 부호 집은 항상 좋은 시절이지만, 가난한 농촌사람에겐 추석만이 좋은 때라네. ...(중략)... 남편은 굶주림을 참으며 작은 논에 모내기를 하고 여름을 넘기지 못하고 굶어 죽었다. 남편이 심은 벼를 수확한 추석날에. ...(중략)... 유복자 안고 죽은 남편을 향해 오열하다가, 기절한 지 오래지 않아, 돌연히 아전들이 사립문을 부수며, 세금 내놓으라고 소리 지른다. | ” |
|   | — 명미당집 권2, 직지행권(直指行卷) : 전가추석(田家秋夕) |   |

#### 〈녹수작 (錄囚作)〉
녹수작(錄囚作)은 충청우도를 암행할 때 죄인을 신문하고 쓴 시이다. 탐욕에 눈먼 인간의 모습에 가슴 아파하고 측은해 하였다. (원문출처: →한국고종종합DB)
| “ | 不知喫打苦。但道喫錢甘。汝輩亦人耳。肌膚何以堪。 一鞭一箠間。常恐傷而死。縱我失之寬。我心本如此。 피맺히는 고통을 모르고 돈 먹는 달콤함만 말하다니 너희들도 사람이거늘 살가죽이 어찌 견디랴. 채찍 하나 회초리 하나에도 혹 상해 죽지나 않을까 걱정이다. 차라리 관대하다는 잘못이 있을망정 내 마음은 본디 이와 같다. | ” |
|   | — 명미당집 권2, 전주이건창봉조저(全州李建昌鳳朝著) : 녹수작(錄囚作) |   |

#### 〈도망 (悼亡)〉(妻 喪)
도망(悼亡)이란 시(詩)는 처상(妻 喪)을 당하여 아내를 애도하는 내용이다.(번역 : 2,4,5 번째 절구) (원문출처:→한국고전종합 DB)
| “ | 在時惟拙婦。沒後乃賢媛。試聽全家哭。人人似有恩。 未乾桮棬淚。仍積簟牀塵。更忍中門入。家居亦外人。 鹿場驚曉夢。漁艇黯秋暉。不及如皐客。能成一笑歸。 何曾望作郡。稍已識居鄕。小福難消受。門前紫稻香。 兒小不知哭。哭聲似讀書。忽然啼不住。簌簌淚連珠。 龍鍾半七十。那復作人夫。從此一方丈。惟應法喜俱。 未乾桮捲淚 (미건배권루) … 술잔의 눈물이 채 마르기도 전에 仍積簟牀塵 (잉적점상진) … 살평상엔 먼지만 가득히 쌓였소 更忍中門入 (경인중문입) … 다시 차마 중문으로 들어가 보지만 家居亦外人 (가거역외인) … 내 집에 살아도 손님만 같구려 何嘗望作郡 (하상망작군) … 내어찌 일찍 벼슬하기만을 바랐겠소만 稍已識居鄕 (초이식거향) … 이제야 조금 알아 고향으로 돌아왔건만 小福難消受 (소복난소수) … 박복한 당신 향수를 누리지도 못했는데 門前紫稻香 (문전자도향) … 지금 문 앞에는 햅쌀 향기만 그득하구려 兒小不知哭 (아소부지곡) … 아이는 어려서 곡을 할 줄 몰라서 哭聲似讀書 (곡성사독서) … 곡성이 글 읽는 소리와도 같다가 忽然啼不住 (홀연제부주) … 갑자기 엉엉 울며 멈추지 않더니 簌簌淚連珠 (속속루연주) … 하염없는 눈물만 구슬같이 흘렀소 | ” |
|   | — 명미당집 권4, 시·소휴수초(詩·少休收草) : 도망(悼亡) , 이건창을 흠모하는 사람들 |   |

#### 〈협촌기사 (峽村記事)〉
협촌(峽村)이란 '깊은 산골마을'을 뜻한다.(원문출처:→한국고전종합DB)
| “ | 峽人豈好險。野居無田宅。靑山不拒貧。赤手來謀食。 烈炬燎灌莽。勁耒鑽磽。皇天均雨露。歲課收粟麥。 爲農誰不苦。此穀眞堪惜。當盂不忍飽。暗喜盎中積。 邇來逢穀貴。出山利販糴。前年買一犢。今歲屋墁壁。 且令兒有匙。寧可婦無幘。人生稍備物。如鷇方長翮。 豈敢望富厚。庶期償筋力。此山無虎豹。旁郡無盜賊。 白晝屋中坐。何意轟霹靂。官校直入來。未聲面先赤。 皁衣肩半卸。紅縧手雙擲。撾翁與竊嫂。極口無倫脊。 一辭那可鳴。生死繫拳踢。罪狀且姑舍。財物先搜斥。 瓮牖無藩蔽。何由得藏匿。頃刻盡掃去。霜林風捲蘀。 出門尙咆哮。餘怒猶未釋。惡鬼生搏人。隣里誰敢逼。 山日翳將墜。籬落異前夕。啼兒色半死。蹲犬猶喘息。 何用更點檢。空坑餘弊席。氣結不能歔。叩心復何益。 所悲力田久。氣衰髮盡白。已老不重少。已失難再得。 此地不可住。舍此無所適。城中多富人。破產猶得職。 | ” |
|   | — 명미당집 권4, 시·소휴수초(詩·少休收草) : 협촌기사(峽村記事) |   |

## 참고 자료
- 《조선왕조실록》(朝鮮王朝實錄)
  - →고종(高宗)실록 (한문·번역 →국사편찬위원회)
- 《일성록》(日省錄)
  - →고종조(高宗朝)년간 (한문 →규장각한국학연구원)
  - →고종조(高宗朝)년간 (번역 →한국고전종합DB)
- 《승정원일기》(承政院日記)
  - →고종조(高宗朝)년간 (한문 →규장각한국학연구원)
  - →고종조(高宗朝)년간 (한문 →국사편찬위원회), (번역 →한국고전종합DB)
- 《비변사등록 부 의정부등록》(備邊司謄錄)
  - →고종조(高宗朝)년간 (한문 →국사편찬위원회 보관됨 2014-02-22 - 웨이백 머신), (번역 →국사편찬위원회 보관됨 2014-02-22 - 웨이백 머신)
- 육진팔광(六眞八匡)
- 강화학파 육대계승
- 원교 이광사(李匡師)의 초상, 국립중앙박물관 소장, 보물 1486호
- 경재 이건승(李建昇)의 초상
- 난곡 이건방(李建芳)의 가족사진 (1925년)
- 관찰사 이원일(함경도), 조병식(충청우도), 조병갑
- 방곡령

## 같이 보기
- 삼취헌 이대성 묘역
  - 역내 참의공 이광명, 충정공 이시원 묘소 (明美堂:명미당 근처)
- 영재 이건창 묘역 (인천광역시 기념물 29호), 북위 37° 40′ 49″ 동경 126° 24′ 5″ / 북위 37.68028°  동경 126.40139°
- 영재 이건창 생가 (明美堂, 인천광역시 기념물 30호), 북위 37° 36′ 59″ 동경 126° 27′ 24″ / 북위 37.61639°  동경 126.45667°
- 반곡 이덕성(李德成)의 초상 보관됨 2014-08-06 - 웨이백 머신, 부산시립박물관 소장, 보물 1501호
- 영세불망비 (공덕비)
  - 행어사 이공건창 영세불망비 보관됨 2014-02-22 - 웨이백 머신[6](行御史 李公建昌 永世不忘碑)(암행어사, 1883년.5., 송파구 송파1동)
  - 수의사 이건창 영세불망비[7](繡衣使 李建昌 永世不忘碑)(암행어사, 1885년.6., 강화도 사기리)
- 송파나루터 (松坡津址, 현재 석촌호수), 송파근린공원
- 《당의통략 (黨議通略)》
  - 지은이 이건창(李建昌), 옮긴이 이근호(한국학중앙연구원 장서각 전임연구원), ISBN 9788966802524
  - 펴낸이 지식을만드는지식(지만지), 초판발행 2012.01.30.
  - 원전에서 핵심내용만 뽑아내는 발췌방식으로 서술.